# La Meva Salut
La Meva Salut és el web personal i intransferible que permet a la ciutadania de Catalunya:
- Disposar de la seva informació personal de salut i inclou la informació que s'ha generat per l'atenció sanitària que s'hagi prestat en algun dels centres assistencials públics:[1]
  - Els diagnòstics (actius i no actius)
  - Els informes clínics, incloent-hi els documents d'incapacitat temporal (i descarregar els PDF)
  - Els resultats de les proves (i descarregar els PDF)
  - La recepta o pla de medicació vigent que es pot descarregar i anar a la farmàcia a buscar els medicaments,
  - Les visites pendents.
  - La informació de les vacunes
  - Conté el Document de voluntats anticipades (DVA) si s'ha realitzat.
- Interactuar amb el sistema sanitari:[1]
  - L'eConsulta que és un servei de consultes per missatgeria electrònica als professionals.
  - Recepció i enviament de qüestionaris de salut
  - La vostra decisió de ser donant d'òrgans i teixits en cas de mort. Per defecte s'és donant.

Aquestes informacions es poden consultar perquè els centres assistencials la publiquen al sistema informàtic que comparteix la informació: la història clínica compartida de Catalunya (HC3) que permet a qualsevol professional de tots els centres mèdics públics accedeixi a tota la informació clínica estalviant a l'usuari haver d'aportar tota la informació cada cop. La Meva Salut garanteix la seguretat i la confidencialitat en l'accessibilitat a les dades.
Es va iniciar la seva implementació el 2015.

## Accés
Només hi poden accedir les persones majors de 16 anys que disposin de la targeta sanitària individual (TSI) i un certificat digital o un codi d'usuari que es pot anar a demanar personalment al CAP o donar-se d'alta a través del lloc web. També, els pares i les mares o persones que tenen la responsabilitat legal d'altres persones poden anar al CAP i demanar l'accés per als seus fills (fins que tenen 18 anys). Entre els 16 i els 18 anys els fills han d'autoritzar l'accés als seus pares o tutors.